# Thouvenotiana ichneumona
Thouvenotiana ichneumona là một loài bọ cánh cứng trong họ Cerambycidae.